# Abdulaziz Al-Anberi
Abdulaziz Al-Anberi, también conocido como Abdul-Aziz Al-Anbari (en árabe: عبد العزيز العنبري‎; Kaifan, Kuwait; 3 de enero de 1954) es un exfutbolista de Kuwait que jugaba en la posición de delantero.

## Carrera

### Club
Jugó toda su carrera con el Kuwait SC de 1971 a 1988, equipo con el que fue campeón nacional en cuatro ocasiones y ganó 9 copas nacionales.

### Selección nacional
Jugó para Kuwait de 1976 a 1986 con la que anotó 12 goles en 25 partidos, ganó la Copa Asiática 1980, ganó la medalla de plata en los Juegos Asiáticos de 1982 y participó en la Copa Mundial de Fútbol de 1982 en España.

## Logros

### Club
- Liga Premier de Kuwait: 4

1971–72, 1973–74, 1976–77, 1978–79
- Copa del Emir de Kuwait: 7

1976, 1977, 1978, 1980, 1985, 1987, 1988
- Copa Federación de Kuwait: 1

1977-78
- Kuwait Joint League: 1

1976-77

### Selección nacional
- Copa Asiática: 1

1980